# إعزماون (عبدونة الجبل)
إعزماون هو دُوَّار يقع بجماعة بني شيكر، إقليم الناظور، جهة الشرق في المملكة المغربية. ينتمي الدوّار لمشيخة عبدونة الجبل التي تضم 13 دوار. يقدر عدد سكانه بـ 54 نسمة حسب الإحصاء الرسمي للسكان والسكنى لسنة 2004.

## روابط خارجية
- البوابة الوطنية للجماعات الترابية
- المندوبية السامية للتخطيط